# 烈味三叶草科
烈味三叶草科又名多籽果科或鲜芹味科只有1属2种，全部分布在热带美洲。
本科植物为草本或亚灌木，一年生或多年生；复叶互生，一般3叶一组，叶柄长；花小，排成穗状花序，花瓣6-9；果实为小浆果，包含多个种子。